# Magomed-Gasan Abushev
Magomet-Gasan Abushev (né le 10 novembre 1959 à Karabudakhkent, dans le Daghestan) est un lutteur soviétique, spécialiste de la lutte libre.
Il remporte le titre olympique des poids plume lors des Jeux olympiques de 1980 à Moscou.